# Gamou
Gamou este o comună rurală din departamentul Goure, regiunea Zinder, Niger, cu o populație de 13.715 locuitori (2001).